# Mi amor frente al pasado (1960)
Mi amor frente al pasado é uma telenovela mexicana, produzida pela Televisa e exibida em 1960 pelo Telesistema Mexicano.

## Elenco
- Silvia Derbez
- Joaquín Cordero
- Anita Blanch
- Lulú Parga
- Manola Saavedra
- Roberto Cañedo